# 茅ヶ崎市立円蔵小学校
茅ヶ崎市立円蔵小学校（ちがさきしりつ えんぞうしょうがっこう）は、神奈川県茅ヶ崎市にある公立小学校。通称は「円小」（えんしょう）。

## 概要
出典
- 1977年 - 創立
- 1978年 - 校章・校旗・校歌制定
- 1979年 - 屋内運動場竣工
- 1981年 - 外トイレ竣工
- 1982年 - 茅ヶ崎市教育委員会指定研究発表会開催
- 1986年 - プール竣工
- 1987年 - システム遊具設置
- 1990年 - 茅ヶ崎市教育委員会指定研究発表会開催
- 1991年 - 校舎増築・東側校舎竣工
- 1994年 - 屋内運動場倉庫・屋外スピーカー・屋外水銀灯・休憩室設置
- 1996年 - シャワー室設置
- 1998年 - パソコン室設置・茅ヶ崎市教育委員会指定研究発表会開催
- 1999年 - 管理諸室エアコン設置
- 2000年 - TT担当教諭導入
- 2001年 - いじめ問題研究推進校指定
- 2004年 - 校舎耐震補強・防球ネット設置
- 2006年 - 二学期制開始・アスベスト除去
- 2007年 - 茅ヶ崎市教育委員会推薦研究発表会開催
- 2008年 - 湘南三浦地区小学校教育過程研究会開催
- 2009年 - 外トイレ改修工事完了
- 2010年 - 公使室改修完了・教室改修工事完了
- 2011年 - 受水槽改修工事・校名板完成
- 2012年 - 図書室エアコン完備・コンビネーションジム改修・放送室改修
- 2013年 - プールサイド改修工事完了・廊下全面改修完了
- 2014年 - 特別支援学級設置工事完了・特別支援学級「なかよし級」開設
- 2015年 - 給食場開設
- 2016年 - 創立40周年記念式典
- 2017年 - プール改修工事完了

## 学校教育目標
「豊かな心をもち 自らの生活を意欲的に切り開いていく自律した子供の育成」

## 地域連携事業
円蔵小学校では、学校と地域の連携や地域の人材活用を目的として、地域の方が講師として指導を行う地域連携事業を重点的に取り組んでいる。主な事業は以下のとおりである。
- 裁縫指導
- ミシン指導
- 習字指導
- 合唱指導
- 合奏指導
- 草木染め指導
- 昔遊び道具作り・遊び指導
- 点字体験指導
- 手話体験指導
- アイマスク体験指導
- パソコン指導
- バドミントン指導
- 三校合同マップ作り
- 音楽鑑賞（コンサート）

## 所在地
- 神奈川県茅ヶ崎市円蔵一丁目13-1[3]

## 通学区域
出典
- 円蔵
  - 1丁目
  - 2丁目（1番から10番）
- 円蔵（茅ヶ崎市立浜之郷小学校、茅ヶ崎市立鶴が台小学校通学区域を除く）
- 鶴が台
  - 1街区〜5街区
- 本町五丁目
  - 3番〜5番
  - 7番〜10番
- 高田5丁目
- 茅ヶ崎
  - 228番地〜241番地
  - 501番地〜536番地

## 主な進学先
出典
- 茅ヶ崎市立円蔵中学校

## アクセス
相模線北茅ケ崎駅から徒歩5分